# Maritza Arribas Robaina
Maritza Arribas Robaina (ur. 2 lipca 1971 w Santiago de Cuba) – kubańska szachistka i trenerka szachowa (FIDE Trainer od 2010), arcymistrzyni od 1999 roku.

## Kariera szachowa
Od końca lat 80. XX wieku należy do ścisłej czołówki kubańskich szachistek. Pomiędzy 1988 a 2014 r. trzynastokrotnie reprezentowała narodowe barwy na szachowych olimpiadach. Była wielokrotną medalistką indywidualnych mistrzostw Kuby, m.in. zdobywając złote medale w latach 2001, 2002, 2003, 2004, 2007, 2008 i 2009 oraz srebrny w 2010 roku.
W latach 1988–1990 trzykrotnie startowała w mistrzostwach świata juniorek do 20 lat. Trzykrotnie zdobyła medale indywidualnych mistrzostw państw panamerykańskich: złoty (Mérida 2000) oraz dwa brązowe (San Felipe 1999, San Salvador 2008). W 2001 r. zdobyła w Meridzie srebrny, natomiast w 2003 r. w San Cristóbal w 2011 r. w Guayaquil oraz w 2014 r. w Villa Martelli – brązowe medale mistrzostw Ameryki. Dwukrotnie (Valencia 2000, Santo Domingo 2007) zwyciężyła w turniejach strefowych. Była sześciokrotną finalistką pucharowych turniejów o mistrzostwo świata kobiet, w latach 2000 (w I rundzie zwycięstwo z Anną Zatonskih, w II porażka z Juliją Dieminą), 2001 (w I rundzie porażka z Peng Zhaoqin), 2004 (w I rundzie porażka z Iriną Krush), 2006 (w I rundzie zwycięstwo walkowerem z Zhu Chen, w II porażka z Nino Churcidze), 2008 (w I rundzie porażka z Hoàng Thanh Trang) oraz 2012 (w I rundzie zwycięstwo z Belą Chotenaszwili, w II porażka z Mariją Muzyczuk).
Najwyższy ranking w karierze osiągnęła 1 lipca 2003 r., z wynikiem 2366 punktów dzieliła wówczas 75-76. miejsce na światowej liście FIDE, jednocześnie zajmując 1. miejsce wśród kubańskich szachistek.